# Чжан Сююнь
Чжан Сююнь (кит. упр. 张秀云; род. 25 февраля 1976, Ухай, Внутренняя Монголия) — китайская гребчиха, выступавшая за сборную Китая по академической гребле в период 1993—2013 годов. Серебряная призёрка летних Олимпийских игр в Атланте, чемпионка мира, трёхкратная чемпионка Азиатских игр, участница многих регат национального и международного значения.

## Биография
Чжан Сююнь родилась 25 февраля 1976 года в городском округе Ухай автономного района Внутренняя Монголия, КНР. Занималась академической греблей в местном гребном клубе, позже проходила подготовку в Пекине.
Первого серьёзного успеха на взрослом международном уровне добилась в сезоне 1993 года, когда вошла в основной состав китайской национальной сборной и выступила на чемпионате мира в Рачице, где одержала победу в зачёте парных четвёрок.
В 1994 году на мировом первенстве в Индианаполисе стала серебряной призёркой в парных четвёрках, пропустив вперёд экипаж из Германии.
На чемпионате мира 1995 года в Тампере попасть в число призёров не смогла, заняла пятое место в двойках и седьмое место в четвёрках.
Благодаря череде удачных выступлений удостоилась права защищать честь страны на летних Олимпийских играх 1996 года в Атланте. Вместе с напарницей Цао Мяньин в решающем финальном заезде парных двоек пришла к финишу второй, уступив только спортсменкам из Канады, и тем самым завоевала серебряную олимпийскую медаль. Также стартовала здесь в парных четвёрках, показав на финише пятый результат.
В 1998 году была лучшей в одиночках на Азиатских играх в Бангкоке, тогда как на мировом первенстве в Кёльне стала шестой в двойках и четвёртой в четвёрках.
На чемпионате мира 1999 года в Сент-Катаринсе выиграла серебряную медаль в двойках и заняла пятое место в четвёрках. Добавила в послужной список несколько наград, полученных на этапах Кубка мира.
В 2002 году на мировом первенстве в Севилье финишировала четвёртой в одиночках. На Азиатских играх в Пусане дважды поднималась на верхнюю ступень пьедестала почёта, получив золото в парных одиночках и в распашных безрульных двойках.
На чемпионате мира 2003 года в Милане была в одиночках пятой.
В 2007 году в одиночках выиграла серебряную и бронзовую медали на этапах Кубка мира в Амстердаме и Люцерне, в то время как на мировом первенстве в Мюнхене оказалась пятой.
Находясь в числе лидеров гребной команды Китая, благополучно прошла отбор на домашние Олимпийские игры 2008 года в Пекине — была здесь близка к призовым позициям, в одиночках пришла к финишу четвёртой.
После пекинской Олимпиады Чжан осталась в составе китайской национальной сборной на ещё один олимпийский цикл и продолжила принимать участие в крупнейших международных регатах. Так, в 2009 году в одиночках она выиграла бронзовую медаль на этапе Кубка мира в Люцерне и заняла пятое место на чемпионате мира в Познани.
В 2011 году в одиночках взяла бронзу на этапе Кубка мира в Мюнхене, получила серебро на этапе в Люцерне, была четвёртой на мировом первенстве в Бледе.
Представляла страну на Олимпийских играх 2012 года в Лондоне, где стала в одиночках шестой.
В 2013 году выступила ещё на двух этапах Кубка мира и на том завершила спортивную карьеру.